# HU-3400
La HU-3400 es una carretera perteneciente a la red provincial de la provincia de Huelva, España, que comunica la carretera N-431 con la A-5054.

## Trazado
La carretera comienza en una intersección con la N-431, a un kilómetro hacia el oeste de la intersección de esta última con la N-445 (conexión con la A-49, salida 117) y la A-5076 (acceso a La Antilla). Atraviesa el núcleo urbano de Las Palmeritas y posteriormente la localidad de La Redondela. Finalmente, concluye en la A-5054 en la rotonda que da acceso a la Playa de La Redondela.